# Ikonenecke

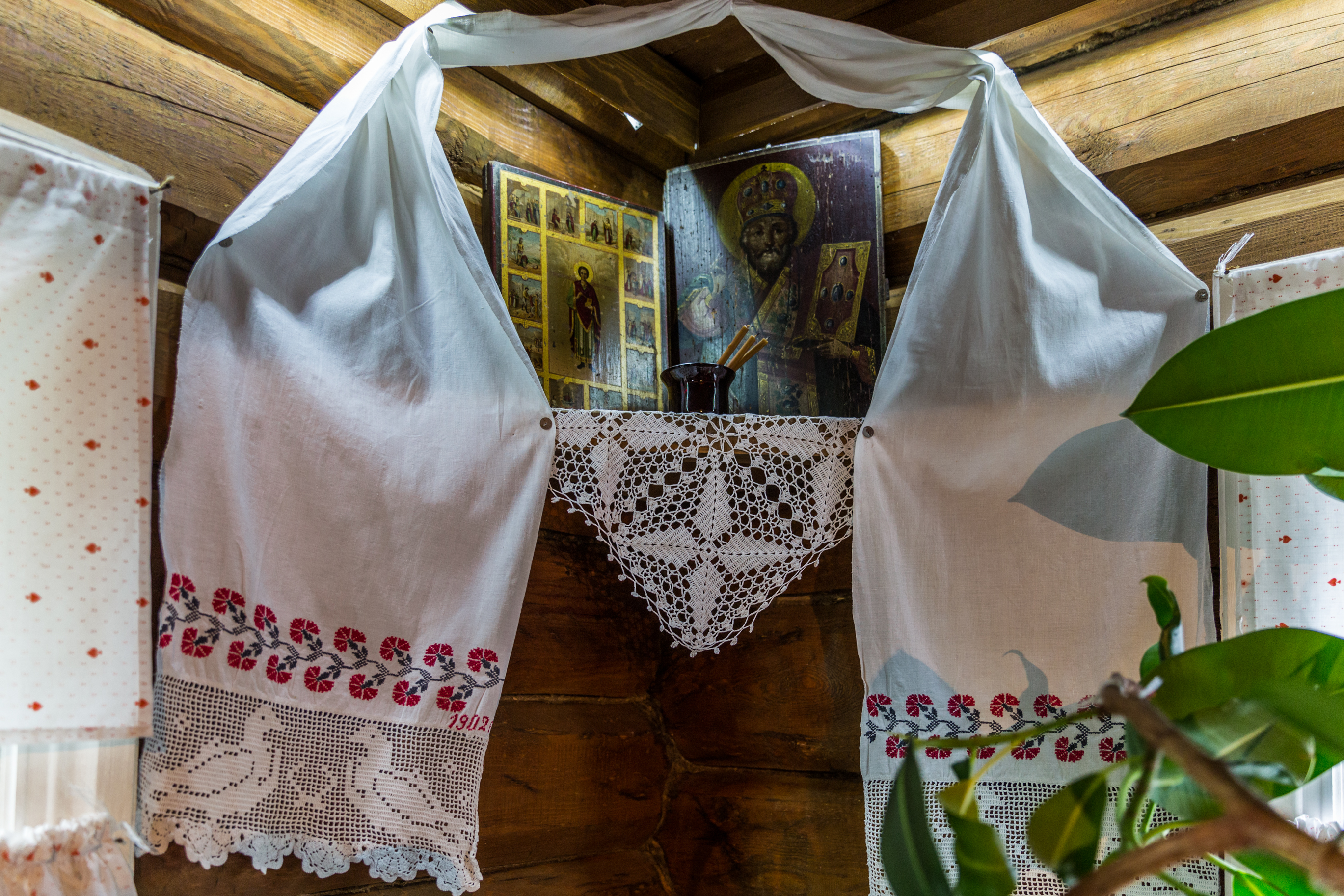
Ikonenecke

Eine Ikonenecke, Ikonennische, heilige Ecke oder Gebetsecke (Im Russischen: Красный угол Krasny ugol, zu Deutsch: schöne Ecke; griechisch: εικονοστάσι Ikonostasi) ist eine christliche Andachtsfläche mit einer oder mehreren Ikonen, die im privaten (Wohn-)Raum eingerichtet wird. Sie ist im östlich-orthodoxen, griechisch-katholischen, östlich-lutherischen und römisch-katholischen Christentum verbreitet und besitzt Ähnlichkeiten zum Herrgottswinkel. 

## Aufbau
Idealtypisch besteht die Ikonenecke in seiner einfachsten Form lediglich aus einer oder mehreren in und um die Raumecke angeordnete Ikonen, welche in diesem Fall häufig nach unten (möglicherweise entstanden aus dem Verlauf der Dachbalken) angeschrägt sind. Komplexere Formen besitzen ein Brettgestell oder sind als Schrank, manchmal sogar als aufwändiger gestalteter Schrein aufgebaut. Fällt die Zahl der Ikonen höher aus und verbreitet sich, wird auch von einer Ikonenwand gesprochen. Davor finden sich häufig eine oder mehrere stehende oder hängende Lampen.
Zeichen der Verehrung sind – häufig bestickte – Leinentücher, welche die Ikonen umgeben, indem sie entweder um einzelne Ikonen gefältelt werden oder breiter mehrere Ikonen beschirmen.
Zusätzlich kann die Ikonenecke mit weiteren Objekten des Glaubenslebens wie der Bibel, Gebetsbüchern, Gebetsketten (im orthodoxen Umfeld Komboskini oder Lestowka), heiliges Wasser, geweihtes Öl und Kerzen ausgestattet werden. Darüber hinaus können im Laufe des Jahres Elemente für Feste und Zeiten in der heiligen Ecke untergebracht werden, beispielsweise für das Osterfest das russische Osterei mit den Anfangsbuchstaben des Ostergrußes Хрїсто́съ воскре́се Christos voskrese oder das griechische rote Ei.
Die Ikonennische ist traditionell in der östlichen Ecke eingerichtet und befindet sich an der dem Raumeingang gegenüberliegenden Seite, sodass sie beim Eintritt direkt gesehen werden kann.

## Galerie

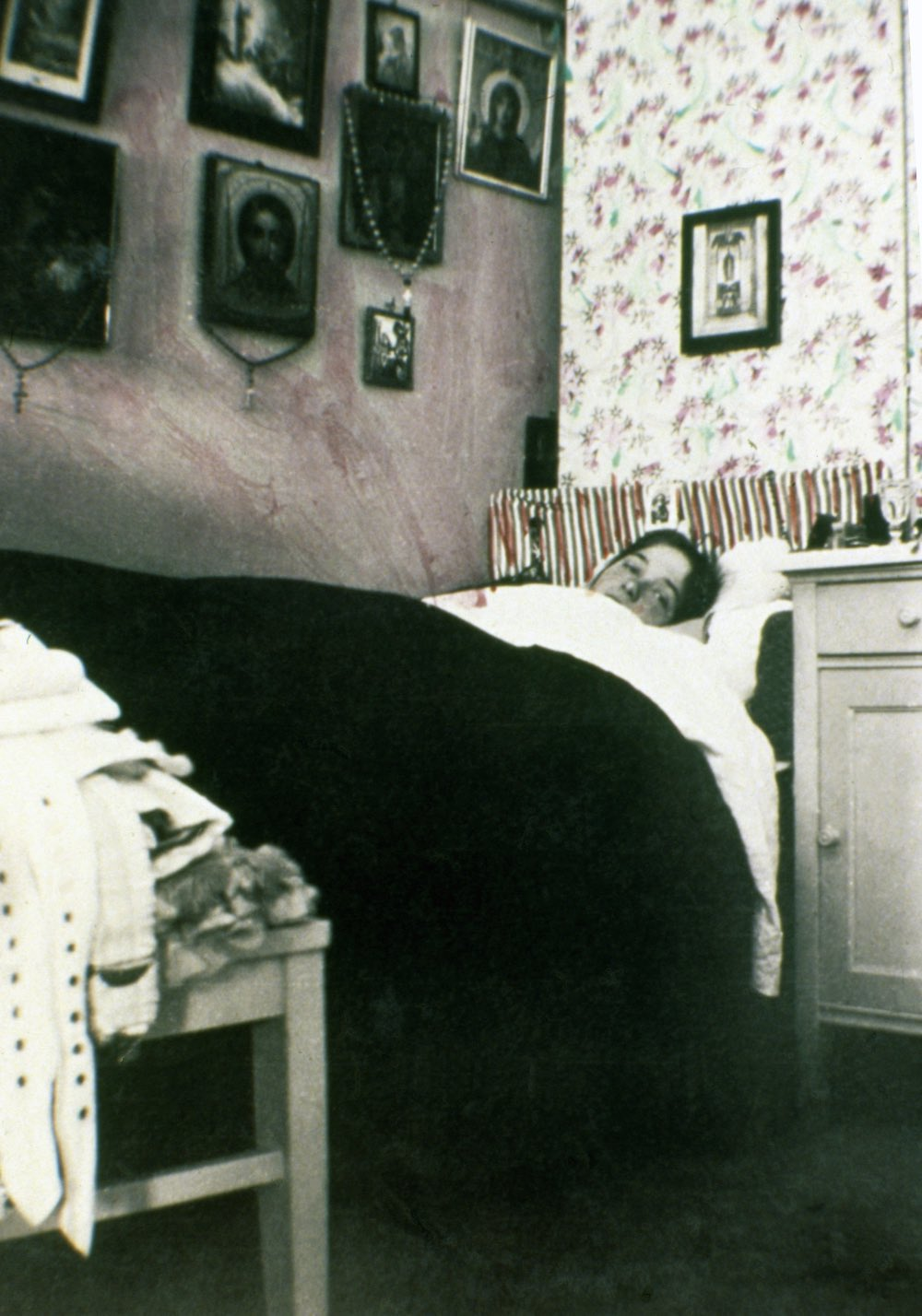
Ikonenwand über dem Bett von Großfürstin Olga Nikolajewna Romanowa
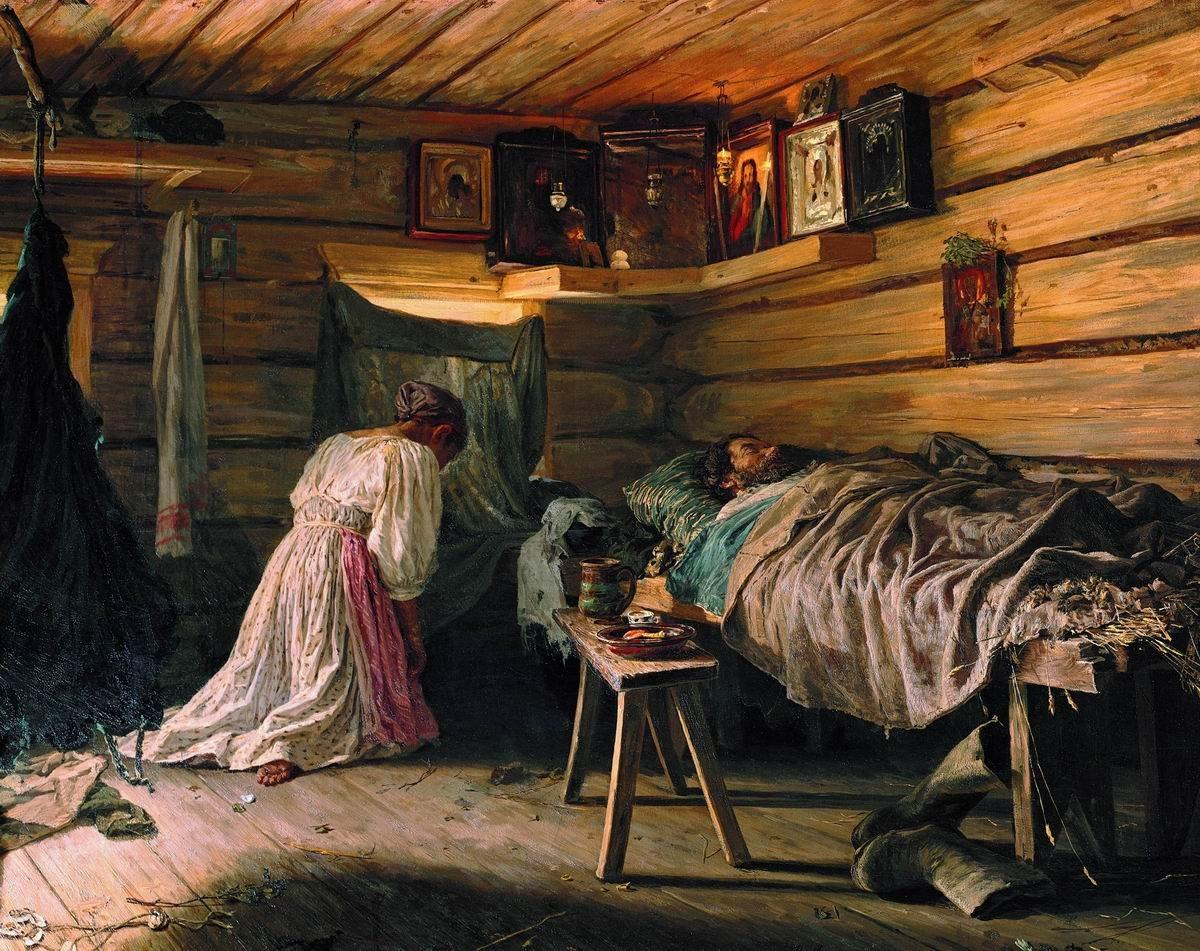
Betende Frau vor Ikonen auf einem Werk von Wassilij Maximowitsch Maximow (Kranker Mann, 1881)
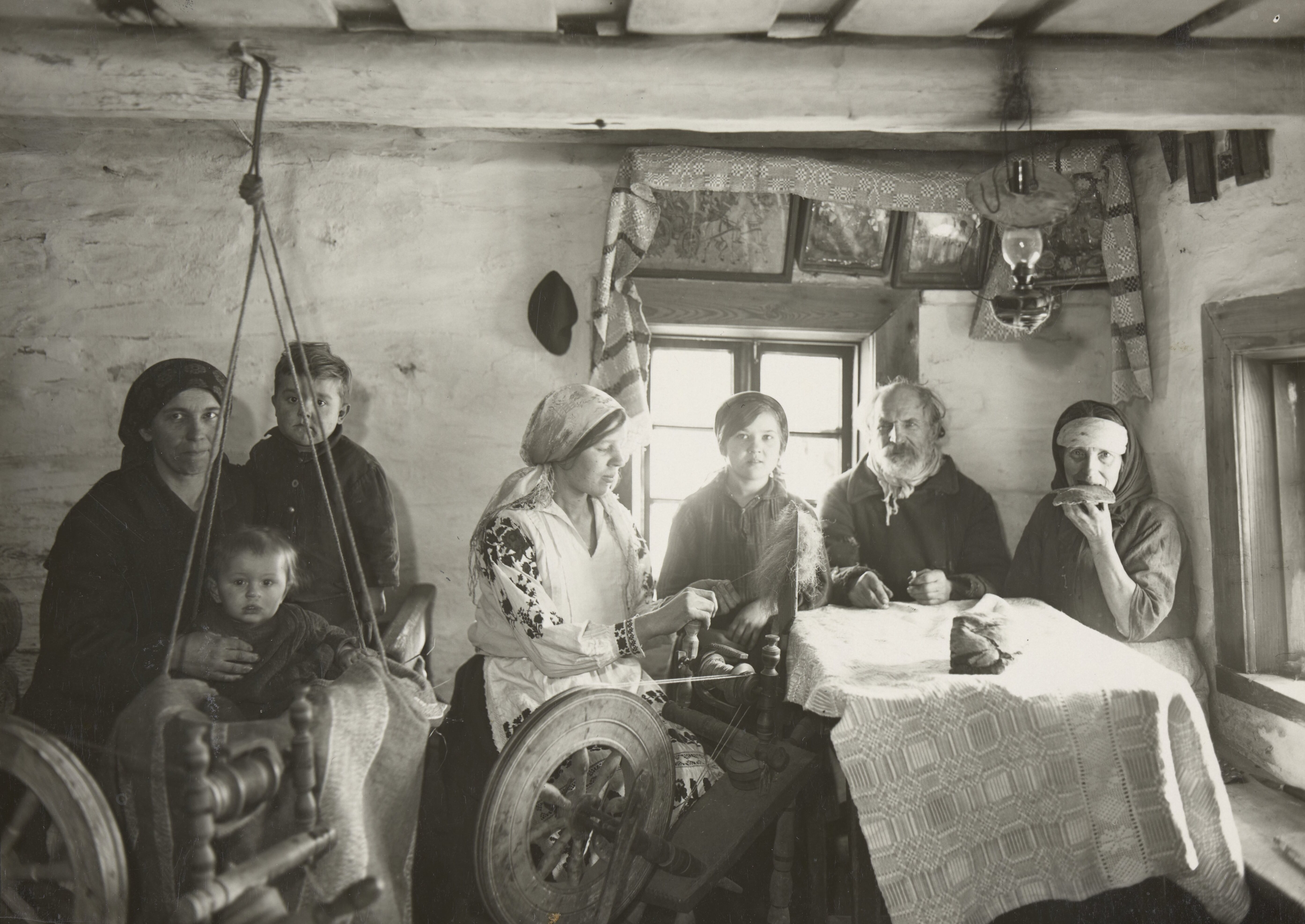
Ikonen unter der Decke auf einem Foto aus der Zeit zwischen 1935 und 1938
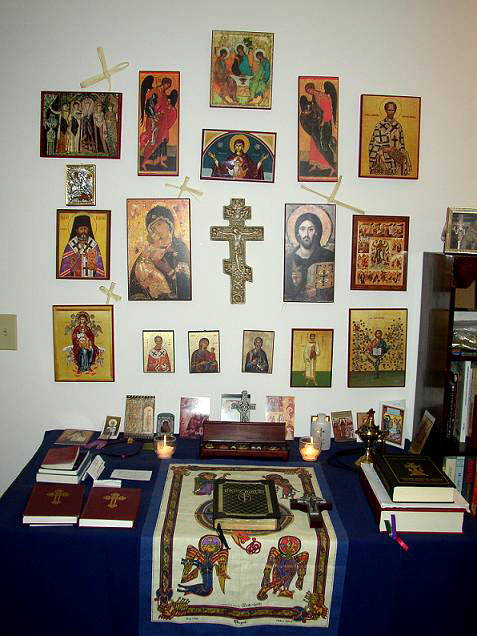
Reich ausgestattete Gebetsecke mit Ikonen, (Gebets-)Büchern, Kerzen und Weihrauchgefäß
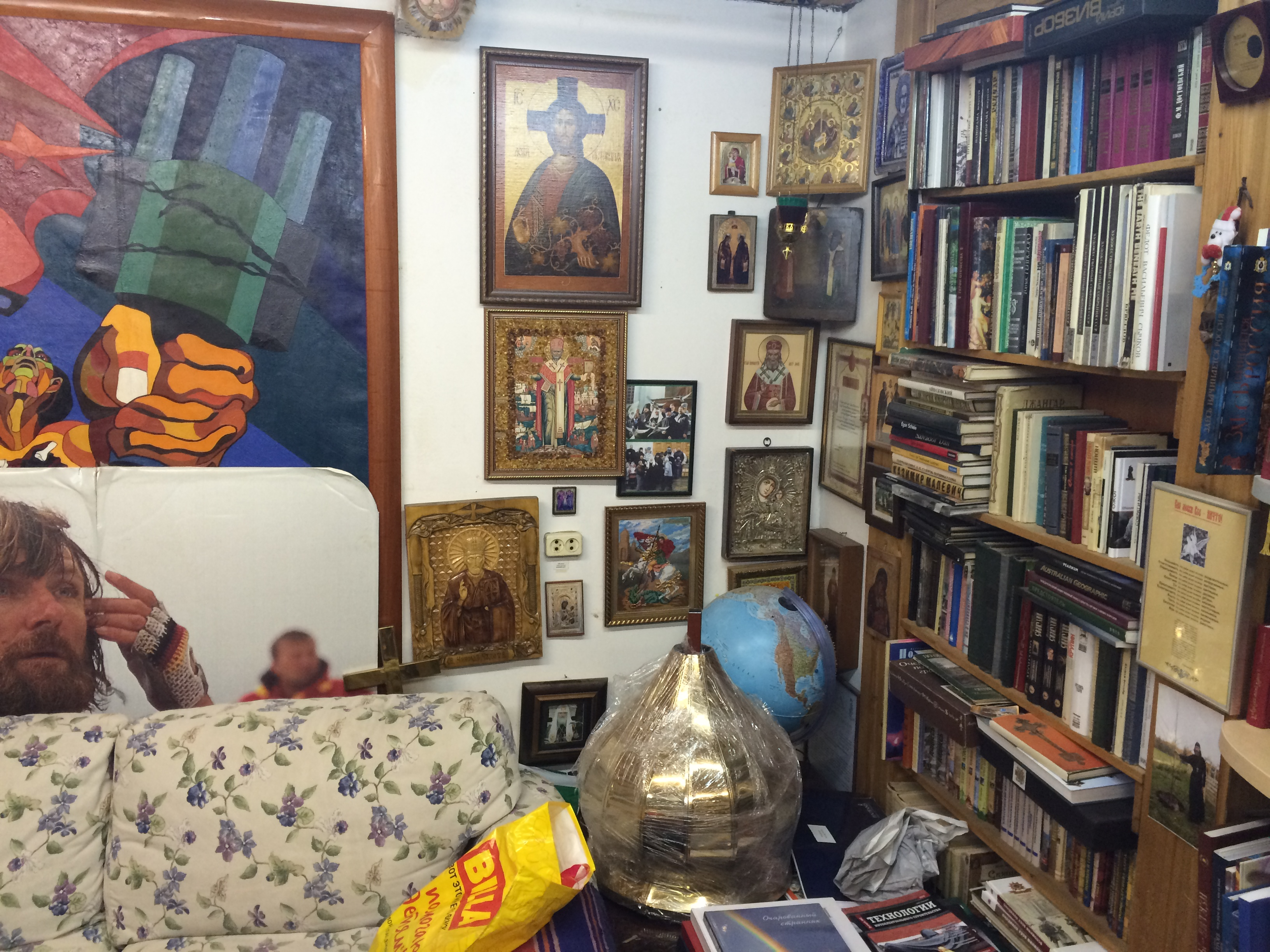
Dicht im Raum integrierte Ikonenecke in der Werkstatt des russischen Abenteurers und Priesters Fjodor Konjuchow
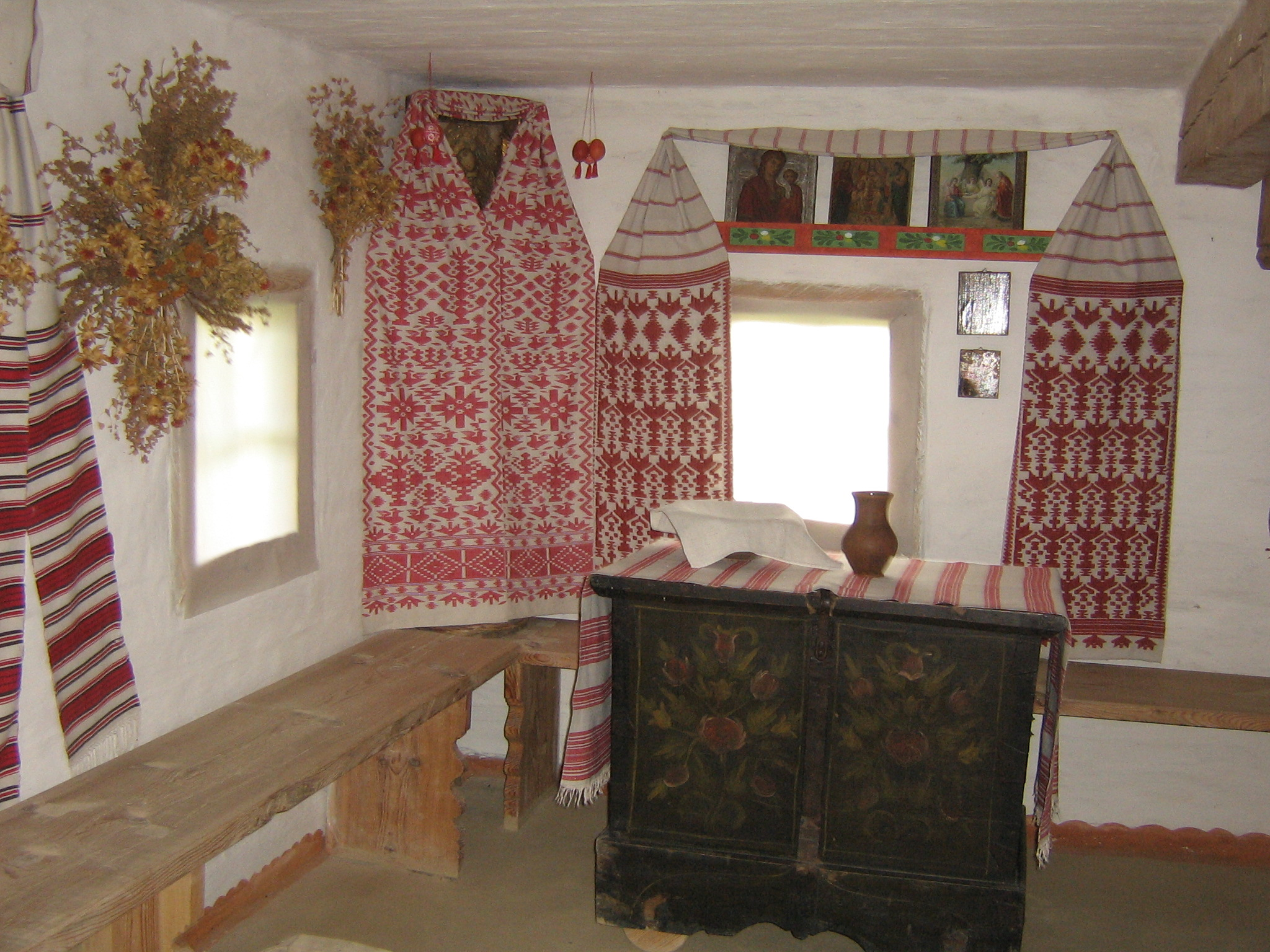
Museum für Volksarchitektur und Brauchtum der Ukraine in Pyrohiw